# Scotorythra pachyspila
Scotorythra pachyspila là một loài bướm đêm trong họ Geometridae.